# マリノ・マリーニ

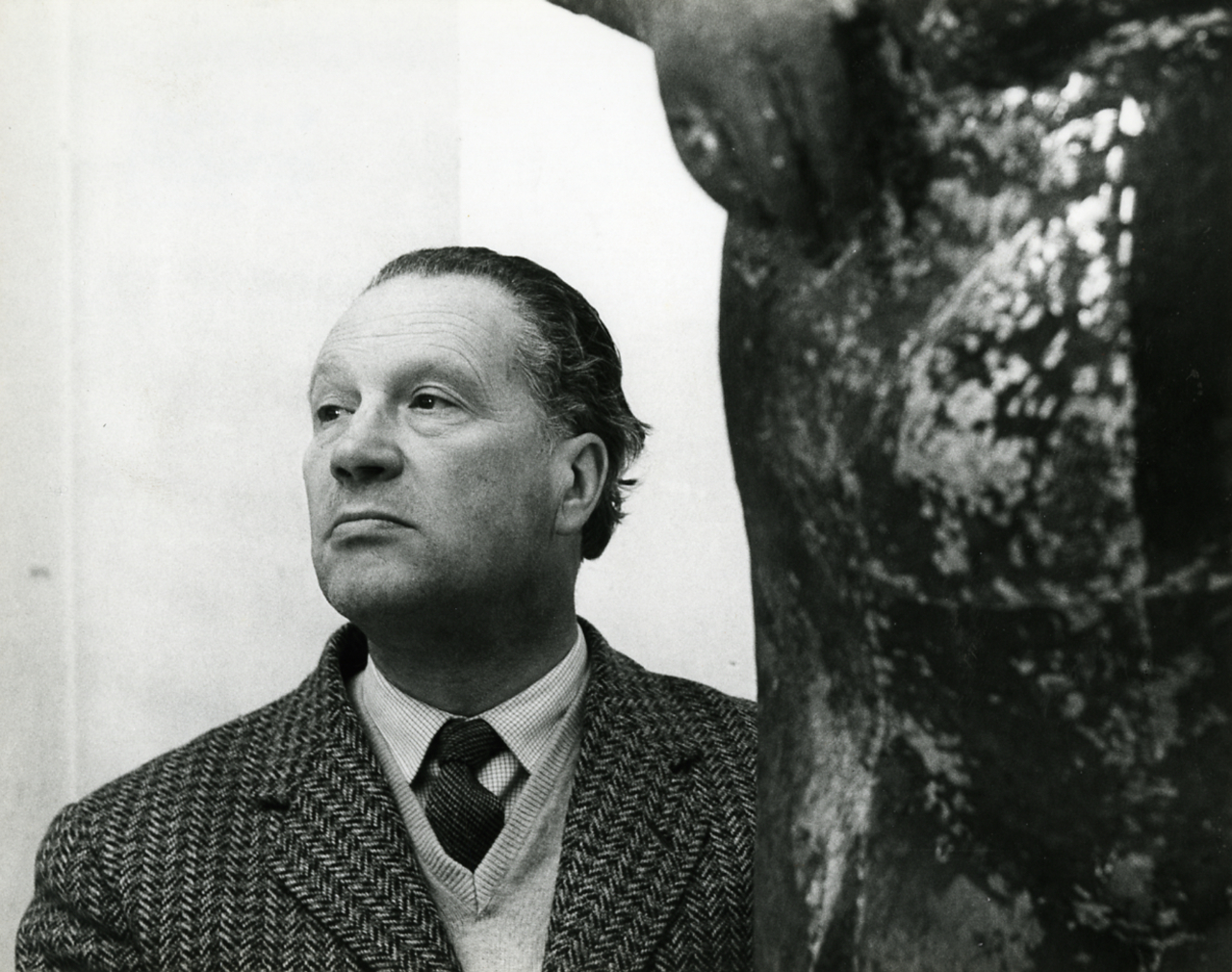
Marino Marini, photo by Paolo Monti, 1958.

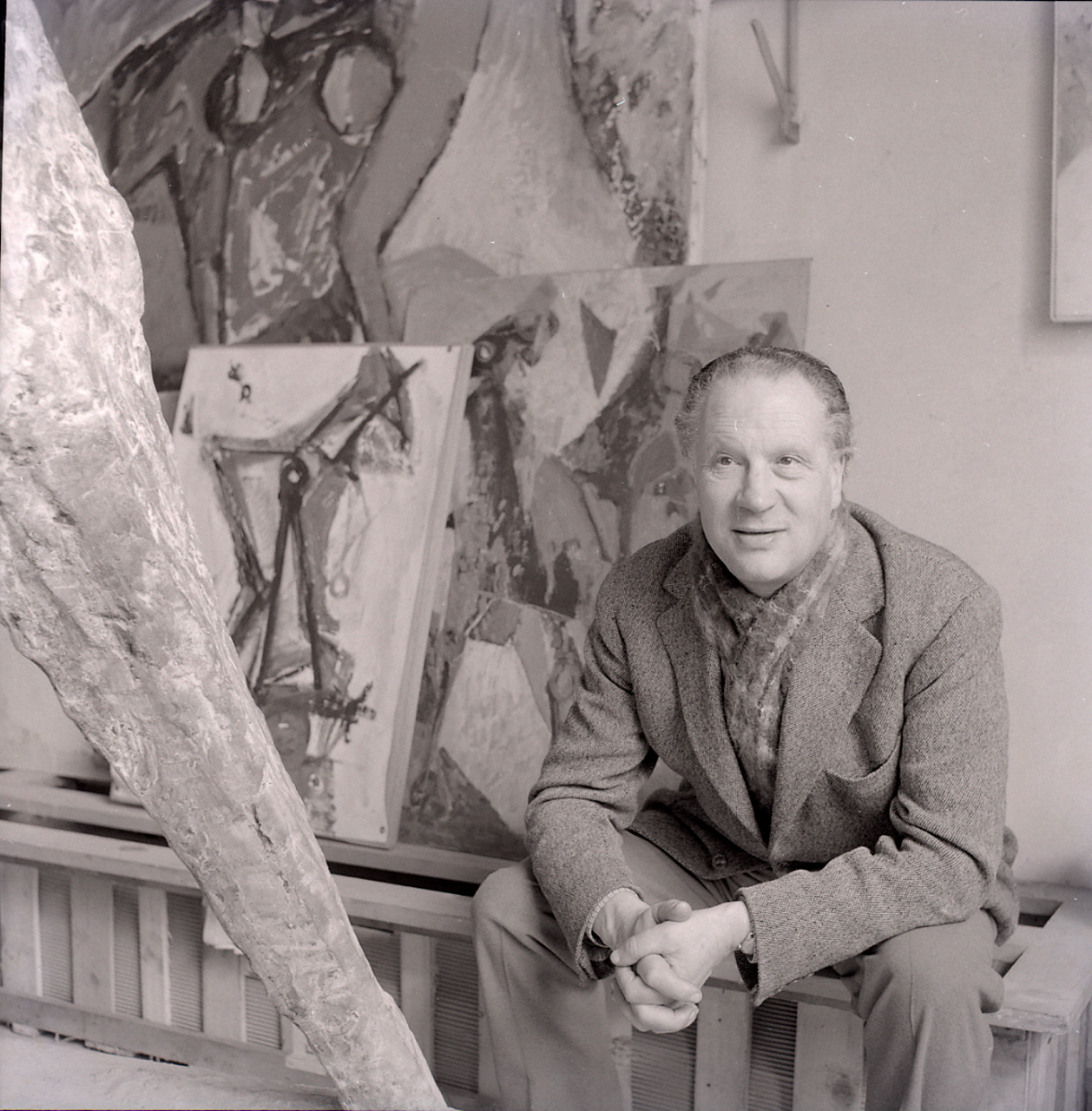
Marino Marini, photo by Paolo Monti, 1963.

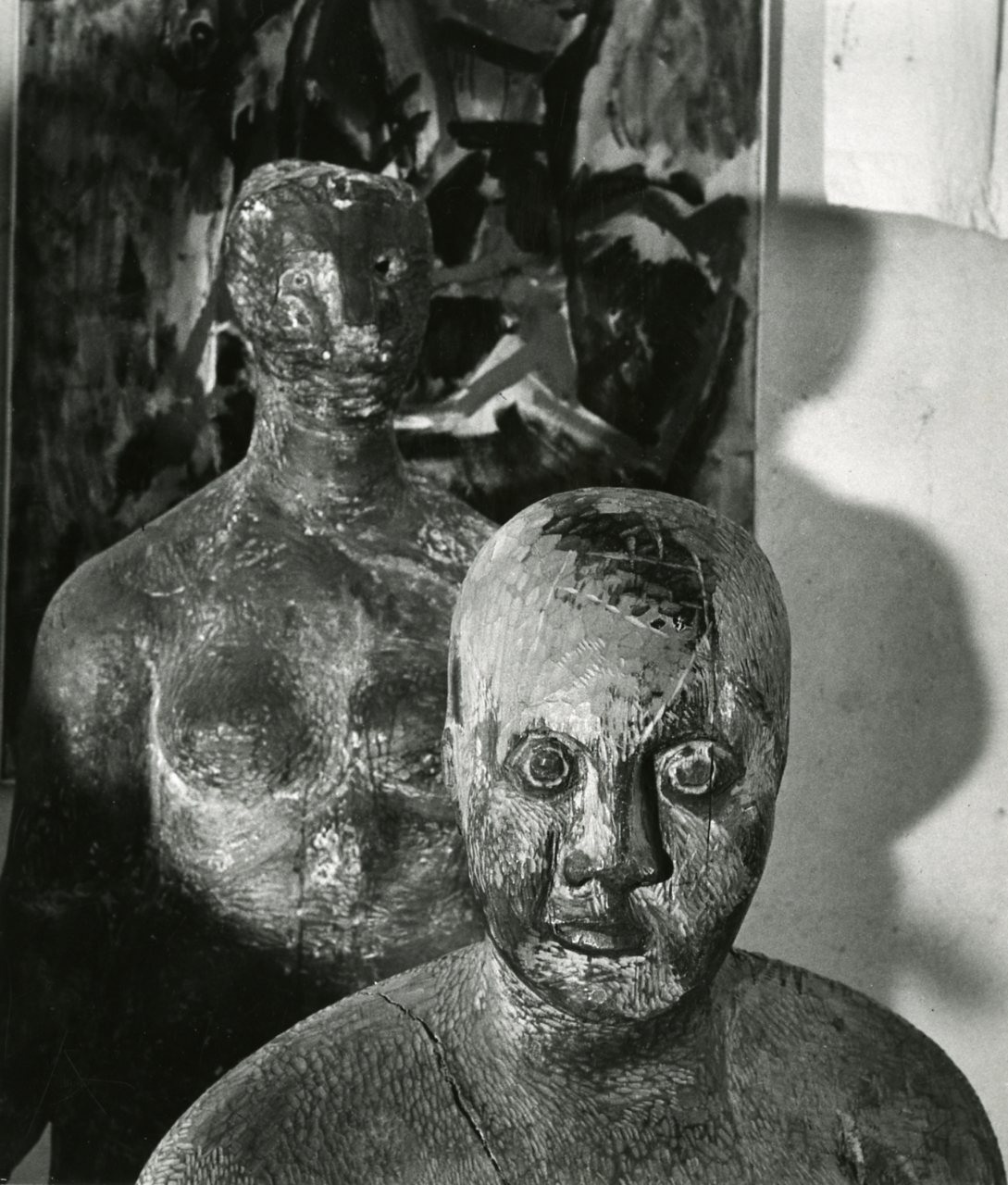
Marino Marini, busti. Photo by Paolo Monti, 1963

マリノ・マリーニ（Marino Marini, 1901年2月27日 - 1980年8月6日）は、イタリア出身の彫刻家・画家・版画家である。油絵や版画も制作しているが、特に馬に乗り、腕を広げた男性をかたどった彫刻で知られている。

## 経歴
フィレンツェで絵画と彫刻を学び、エトルリア文化の影響を受けた。1929年からミラノ近くの美術学校で教えはじめ、同時に馬と騎手の彫刻を制作しはじめるようになる。また、この頃ジョルジョ・デ・キリコらと交友があった。
1940年にミラノのブレラ美術学校の教授の職につき、1970年まで教鞭をとった。1944年にはニューヨーク近代美術館にて開催されたイタリア美術に関する展覧会に参加、国際的な評価を得るようになる。
1952年にはヴェネツィア・ビエンナーレでグランプリを受賞した。
1972年にはミラノの名誉市民ともなっている。
同じイタリアに同姓同名の歌手がいるが、このマリノ・マリーニとは何の関連もない。

## 主な作品
イタリアではフィレンツェとピストイアに、マリノ・マリーニ美術館がある。日本では、相模原市にある光と緑の美術館でも彼のコレクションを見ることが出来る。
- 馬と騎手（街の守護神） メナード美術館 (愛知県)
- "The Angel of the City"  ペギー・グッゲンハイム美術館 (イタリア・ヴェネツィア)